# ケランチム
ケランチㇺ (gyeran-jjim、朝鮮語: 계란찜) は、韓国の蒸し卵料理である。朝鮮語で「ケラン」は「鶏卵」、「チㇺ」は「蒸し(物)」を意味する。
副菜として食べられる。
主な材料は卵と水で、他にネギ、唐辛子、セウジョッ(アミの塩辛)、タラコ、塩、胡椒、ゴマ、野菜等が加えられることがある。水の代わりに鶏肉、牛肉、魚介の出汁を用いることもある。
ケランチㇺを作る際には、加熱しすぎないように細心の注意が必要である。軽くふわっとしたケランチㇺが理想とされる。

## 作り方

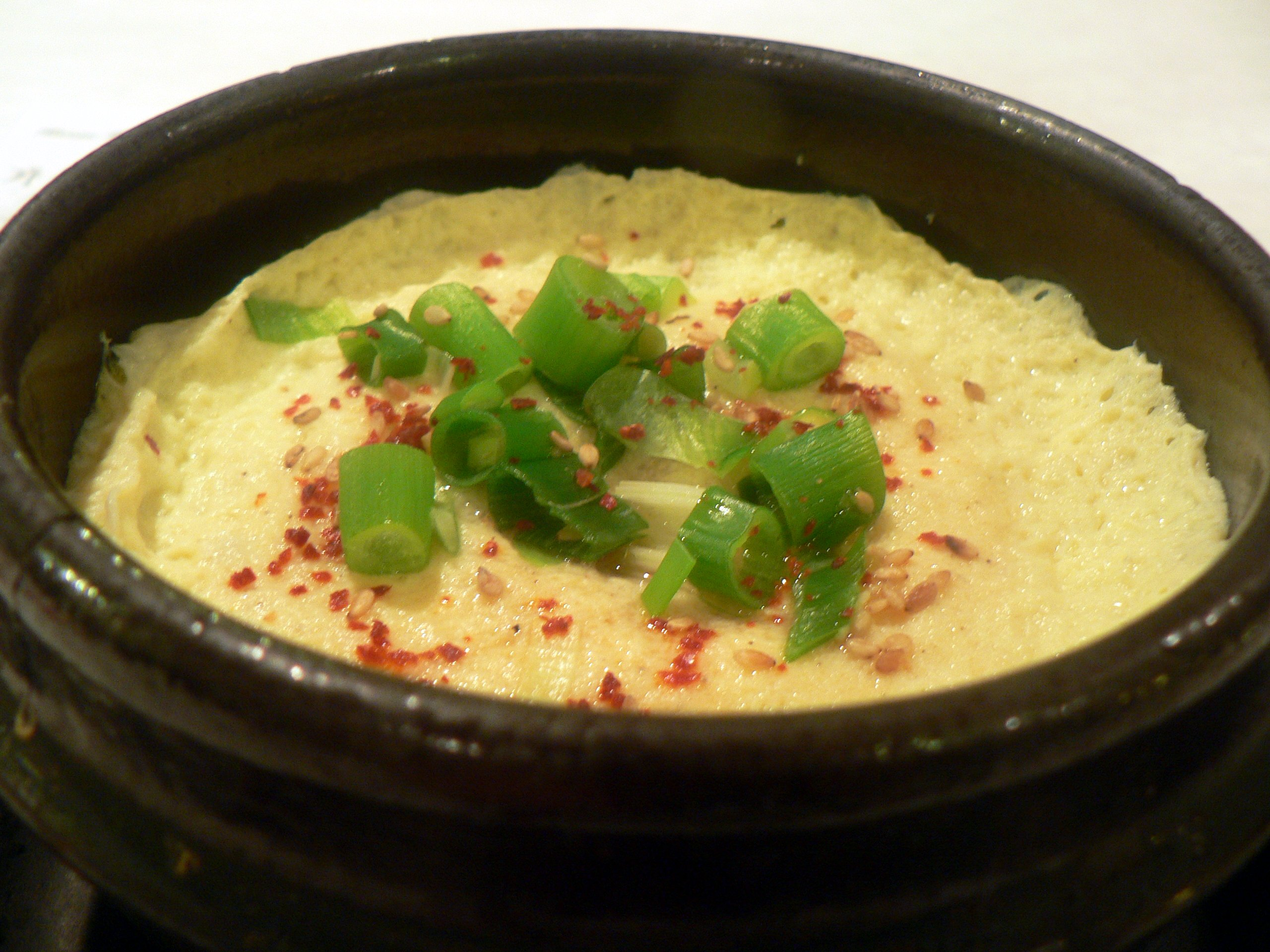
トゥッペギ（小さな陶器）に入れられたケランチㇺ

卵と水をクリーム状に完全に混ざるまで泡立てる。ここで、マッシュルーム、タマネギ、ズッキーニ、ニンジン、その他の野菜を加えることもある。その後、セウジョッ、塩胡椒、出汁等で味付けし、最後にネギ、唐辛子、ゴマ等を加える。通常は、混ぜた材料を蒸して作られるが、弱火で茹でたり電子レンジで火を通すこともある。